# Luís Carlos Félix Ferreira
Luís Carlos Félix Ferreira (Río de Janeiro; 11 de mayo de 1940-8 de marzo de 2015) fue un árbitro brasileño de fútbol.

## Trayectoria
Comenzó en el Campeonato brasileño en 1971, luego fue internacional desde 1978. Siéndolo, estuvo en el Torneo Preolímpico Sudamericano de 1980, la Copa Mundial Sub-20 de Fútbol de 1983, en la final de vuelta de la Copa Libertadores 1985 y la Copa Mundial de Fútbol Sub-16 de 1989. Terminó su carrera en 1990.